# Шнейдеров, Моисей Абрамович
Михаи́л (Моисе́й) Абра́мович Шне́йдеров (18 ноября 1915, Киев — 15 декабря 1985, Рига) — советский оператор, сценарист и режиссёр, фронтовой кинооператор в годы Великой Отечественной войны. Заслуженный деятель искусств Латвийской ССР (1965). Лауреат Сталинской премии первой степени (1942).

## Биография
Родился 18 ноября 1915 года. После окончания Харьковского техникума заводского транспорта в 1934 году работал автотехником в Киеве. В 1939 году окончил операторский факультет ВГИКа.
До Второй мировой войны — оператор «Укркинохроники». Во время войны — оператор киногруппы Первого Белорусского фронта. В 1945 году участвовал в съёмках фильма «Падение Берлина», снимал эпизод с водружением Красного знамени над Рейхстагом. С 1949 года на Рижской киностудии.
Член ВКП(б) с 1948 года, член Союза кинематографистов СССР с 1958 года.
Скончался 15 декабря 1985 года. Похоронен на Лесном кладбище в Риге.

### Семья
- Жена — Надежда Трофимовна Шнейдерова (1924—1988);
  - Дочь — Ирина Моисеевна Бичева (Шнейдерова) (род. 1948);
  - Сын — Игорь Моисеевич Шнейдеров (род. 1956)[1].

## Фильмография

### Оператор
- 1940 — Львов советский
- 1942 — Разгром немецких войск под Москвой (совм. с группой операторов)
- 1943 — Битва за нашу Советскую Украину (совм. с группой операторов)
- 1944 — Корсунь-Шевченковская операция (совм. с группой операторов)
- 1944 — На подступах к Варшаве (совм. с И. Аронсом, А. Софьиным, Р. Карменом, В. Томбергом, А. Фроловым)
- 1944 — Победа на юге (совм. с группой операторов)
- 1945 — Берлин (совм. с группой операторов)
- 1945 — В Померании (совм. с группой операторов)
- 1945 — От Вислы до Одера (совм. с группой операторов)
- 1948 — 800-летие Москвы
- 1948 — Авиапарад
- 1948 — День Воздушного Флота СССР (совм. с группой операторов)
- 1948 — Советская Белоруссия (совм. с группой операторов)
- 1953 — Рижские вагоностроители
- 1953 — Художественная гимнастика
- 1954 — Колхоз «Сарканайс Октобрис
- 1954 — Латвийская буровая
- 1955 — Колхоз «Марупе»
- 1955 — Мирный атом
- 1956 — Одна семья
- 1957 — На больших скоростях
- 1958 — Солнечный берег
- 1959 — Беспокойные сердца
- 1960 — Мирный атом в народном хозяйстве
- 1962 — На кроссовых трассах
- 1964 — Они встретились в Женеве
- 1967 — Зарево
- 1967 — Мотобол
- 1968 — Мужество
- 1969 — Победа
- 1970 — Первый комедиант
- 1970 — Три встречи
- 1970 — Эстафета
- 1971 — Цветы и люди
- 1972 — Побратимы
- 1974 — Дошкольники
- 1974 — Птичий город
- 1975 — 30 лет колхоза «Накотне»
- 1975 — Герои
- 1975 — Незаменимый Лозин
- 1975 — Путь коммуниста
- 1976 — Когда бушует стихия

### Режиссёр
- 1953 — Художественная гимнастика
- 1954 — Латвийская буровая
- 1955 — Колхоз «Марупе»
- 1955 — Мирный атом
- 1956 — Одна семья
- 1958 — Голубые дороги зовут
- 1959 — Где же вы, друзья-однополчане?
- 1961 — На мототрассах
- 1964 — Они встретились в Женеве
- 1967 — Мы шли с Ильичом» (трилогия)

## Награды и премии
- орден Красного Знамени (18 июня 1945) — за съёмки штурма рейхстага
- орден «Знак Почёта» (1975)
- медаль «За оборону Москвы» (1 мая 1944)
- медаль «За освобождение Варшавы» (9 июня 1945)
- медаль «За взятие Берлина» (9 июня 1945)
- медаль «За победу над Германией в Великой Отечественной войне 1941-1945 гг.» (9 мая 1945)
- Сталинская премия первой степени (1942) — за участие в съёмках первого советского полнометражного документального фильма «Разгром немецких войск под Москвой» (1942)[4][5]
- Государственная премия Латвийской ССР (1979) — за трилогию «Мы шли с Ильичом»
- заслуженный деятель искусств Латвийской ССР (1965)[2]